# Улица Батыршина (Казань)
Улица Батыршина (тат. Батыршин урамы, Batırşin uramı) — улица в Кировском и Московском районах Казани, в исторических районах Крыловка и Пороховая слобода. Названа в честь пограничника Гильфана Батыршина.

## География
Начинаясь от улицы Кулахметова, пересекает улицы Галимджана Баруди, Низовая, Коммунаров, Иртышская, Кольцова, Малая Крыловка и заканчивается пересечением с дублёром улицы Большая Крыловка.

## История
Улицы возникла в 1930-е годы как улица Байдукова на восточной окраине Пороховой слободы. К концу 1930-х годов на улице Байдукова имелись домовладения: №№ 1–59 (с пропусками) по нечётной стороне и №№ 4–6/2, 10/22–46 (с пропусками) по чётной.
2 октября 1957 года переименована в Столбовую улицу, а 31 августа 1973 года улице было присвоено современное название.
Строительство многоквартирных домов на улице началось в конце 1960-х – 1970-е; основная часть застройки улицы относится именно к этому периоду.
Современная застройка улицы ― многоэтажная (кварталы №№ 51а и 51б) между улицами Кулахметова и Баруди, от улицы Низовой до конца — частный сектор.
После введения в городе деления на административные районы входила в состав Заречного (с 1931 года Пролетарского, с 1935 года Кировского, до 1990), Кировского и Московского (с 1990) районов.

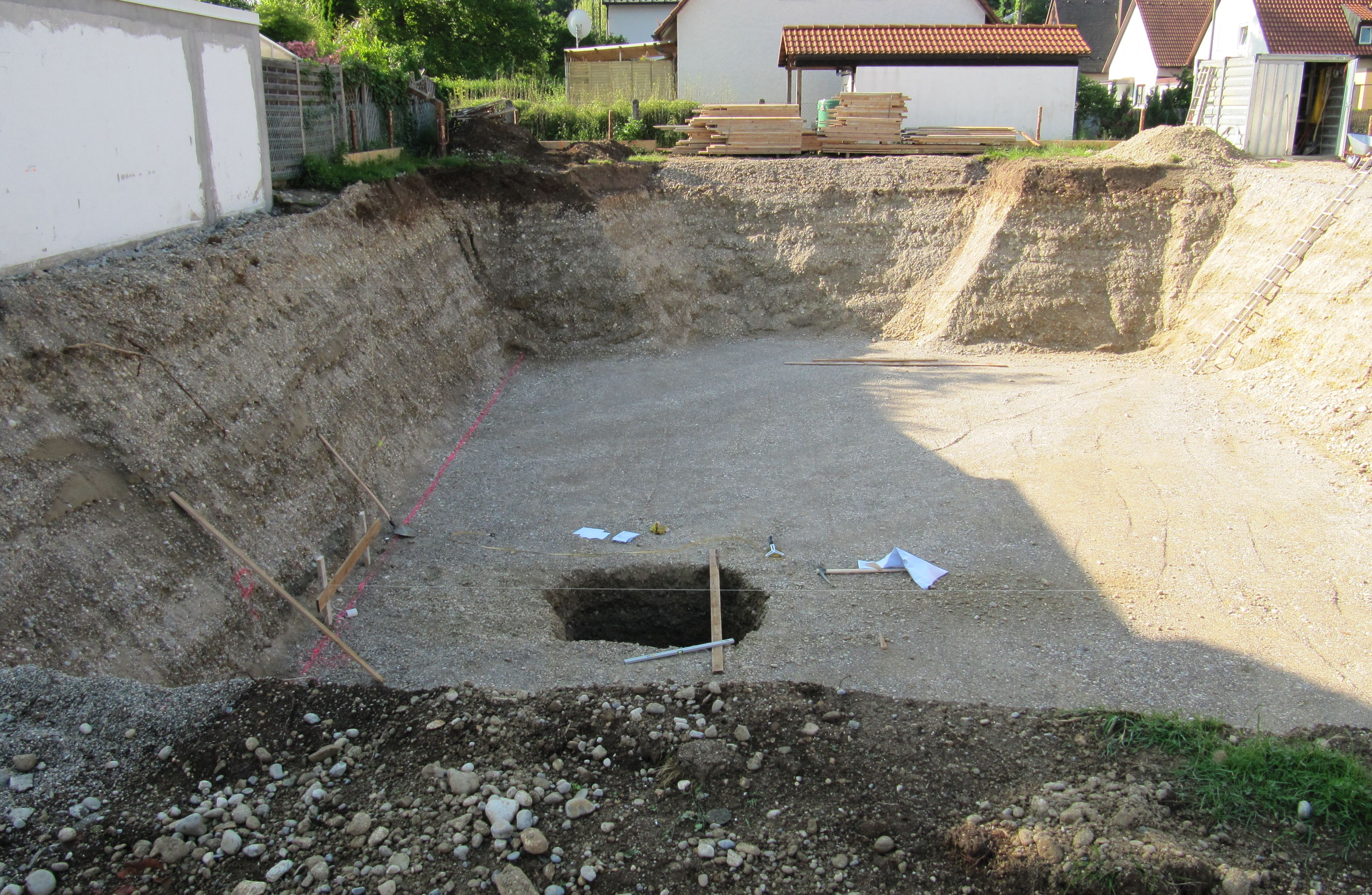
Котлован

## Транспорт
По улице ходит общественный транспорт (автобус № 47) и есть две остановки общественного транспорта: «Кулахметова», «Батыршина».

## Объекты
- № 15 — гимназия № 9 (ранее школа № 123).[18]
- №№ 23, 27 ― бывшие общежития стройтреста № 5.[19]
- № 24 — детский № 350 «Цыплёнок» (ранее ведомственный завода «Серп и Молот»).[18]
- № 25 ― бывшее общежитие Кировского райпищеторга.[20]
- №№ 38, 40 — кооперативные дома.[21]